# Paulino de Sousa
Paulino José Soares de Sousa (Itaboraí, 21 de abril de 1834 — Rio de Janeiro, 3 de novembro de 1901), mais conhecido como Paulino de Sousa, foi um proprietário rural, advogado, ministro e político brasileiro. 
Nascido  no município de Itaboraí, na Fazenda de Itapacorá - uma das maiores casas de engenho que existia na época. Primeiro filho de Paulino José Soares de Sousa, o visconde do Uruguai.

## Biografia
Foi matriculado no Imperial Colégio Pedro II, bacharelando-se em Ciências e Letras nos idos de 1850. Como prêmio por ter concluído com destaque o curso de advocacia da Faculdade de Direito de São Paulo, o futuro "Conselheiro Paulino" ganhou uma viagem a Paris, como segundo secretário da delegação do Visconde do Uruguai, seu pai. Não pretendendo seguir na carreira diplomática, candidatou-se a deputado geral pela Província do Rio de Janeiro, sendo eleito. Foi eleito inúmeras vezes para o mesmo mandato: 1857 a 1860, 1861 a 1863, 1867 a 1868, 1869 a 1872, 1872 a 1875, 1877 a 1877, 1878 a 1881 e 1882 a 1884. Durante seus mandatos apresentou projetos sobre a Reforma eleitoral, Reforma judiciária e  Instrução pública.

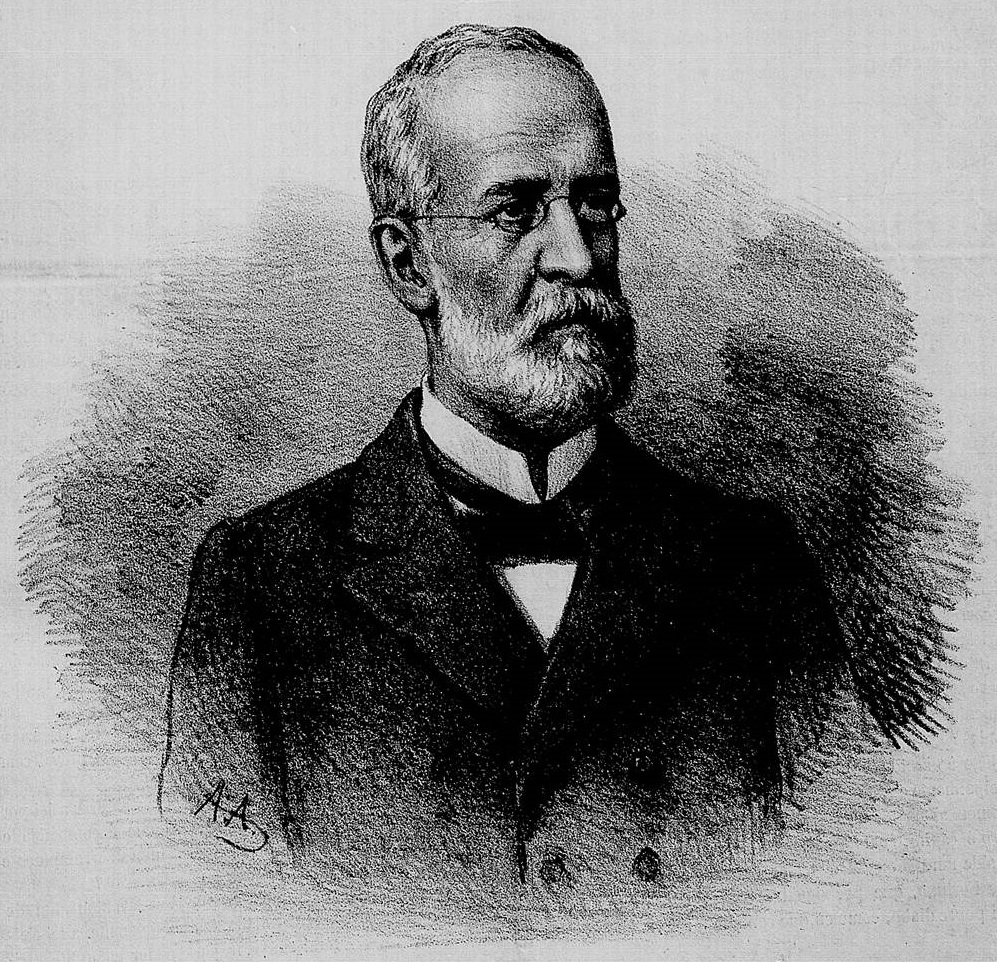
Paulino José Soares de Sousa.

No ano de 1859 casou-se com Maria Amélia da Silva, filha do Coronel Joaquim José da Silva e dona Maria Fortunata da Silva. Com esta união matrimonial, Paulino José se tornou mais poderoso ainda, como dono de engenho e fazendas, na Baixada e na Serra da então província do Rio de Janeiro. Entre as inúmeras propriedades rurais que possuía, Conselheiro Paulino tornou-se proprietário da Fazenda Val de Palmas, na localidade de Macuco (Rio de Janeiro), à época pertencente ao município de Cantagalo, sua esposa recebeu como herança; sendo a única herdeira da referida fazenda.
Foi um dos chefes do Partido Conservador e Ministro dos Negócios do Império do Brasil de 1868 a 1870. Tornou-se conselheiro do Império do Brasil. Foi eleito senador, pela província do Rio de Janeiro de 1882 a 1884 e de 1886 a 1889, sendo o último presidente do Senado no  Império. Como senador, em 1888, votou contra a Lei Áurea (nº 3.353), que tinha por objetivo a abolição da escravidão no Brasil. 
Como benfeitorias de sua vida parlamentar e de administrador realizou à sua época a Reforma do Ensino Público, o projeto de alongamento da Estrada de Ferro Cantagalo (posteriormente Estrada de Ferro Leopoldina) até Macuco, dedicação as causas filantrópicas e colaboração para diminuir os problemas da Santa Casa de Misericórdia do Rio de Janeiro.
Após a Proclamação da República, o Conselheiro Paulino não se retirou da vida pública, continuando a fazer política, mas agora nos bastidores, através de seus aliados José Tomás da Porciúncula e Miguel de Carvalho. 
Seu filho, Paulino José Soares de Sousa Júnior, foi deputado estadual e, posteriormente, deputado federal pelo estado do Rio de Janeiro por dois períodos: 1894-1908 e 1925-1929. Outro filho seu, o Dr. Augusto Paulino Soares de Sousa, é o patrono da cadeira 39 da Academia Nacional de Medicina, além de ser membro fundador do Colégio Brasileiro dos Cirurgiões e da Sociedade Brasileira de Urologia.

## Homenagens
No município de Nova Friburgo o distrito de Conselheiro Paulino foi nomeado em sua homenagem em meados de 1902, em 1889 foi inaugurada a estação ferroviária da Triagem, a construção ferroviária mais importante no período por tratar se do maior desafio de engenharia até então encontrado, na localidade conhecida como Ponte de Taboa, uma importante bifurcação ferroviária em forma de trevo a unica em todo trecho da ferrovia, a linha ligava esta parte de Nova Friburgo a região de Cantagalo pelo seguimento leste e pelo seguimento norte ao município de Sumidouro. 